# Luciano Civelli
Luciano Civelli (6 de octubre de 1986, Pehuajó, Argentina) es un exfutbolista argentino que jugaba como lateral o volante por la izquierda. Su último club fue el Club Atlético Banfield de Argentina. 
Es el hermano menor de Renato Civelli, que también juega en el Club Atlético Banfield, y de Bruno Civelli, histórico exjugador de la Selección de balonmano de Argentina.

## Carrera
Jugó hasta los 18 años en Pehuajó, en Estudiantes Unidos de Pehuajó.

### Banfield
Civelli hizo su irrupción en Banfield el primer equipo en 2006, y se estableció como miembro de la plantilla del primer equipo. Fue parte del equipo que le ganó por 5-0 al Clásico rival, Lanús. 
Civelli en el club anotó 7 veces en 68 apariciones.

### Ipswich Town
El 12 de enero de 2009 Sky Sports News informó que Banfield había aceptado una oferta de 1 millón de dólares del club inglés Ipswich Town por el cincuenta por ciento de los derechos del jugador,  y el 28 de enero se anunció que aprobó los exámenes médicos. Oficialmente la firma de una cantidad no revelada, su contrato lo vincula a Ipswich hasta el verano de 2009.  Hizo su debut en el Portman Road, el 14 de febrero de 2009, en un empate 1-1 con el Blackpool, y se convirtió rápidamente en un favorito del público por su ritmo de trabajo, esfuerzo y determinación.

### Lesión
Sufrió una grave lesión de rodilla el 17 de marzo de 2009 en un partido contra Burnley en el Portman Road, que lo dejó fuera por el resto de la temporada 2009/2010 , debido a un desgarro de ligamentos en una de las rodillas. Más tarde se reveló que la lesión fue muy grave, y que requeriría cirugía en dos ocasiones. En primer lugar, se sometió a una cirugía exploratoria para determinar con mayor precisión el alcance de la lesión. El 27 de marzo de 2009 se sometió a una cirugía para reparar los ligamentos dañados en la rodilla. La cirugía fue un éxito, pero lo descartó hasta principios de 2010. 
El 7 de septiembre de 2009, Civelli admitió que la rehabilitación de la lesión iba muy bien, y que estaba en la etapa de hacer carrera y natación con el preparador físico del club para adquirir fuerza en la rodilla. También declaró que su expectativa era volver a jugar al fútbol del primer equipo antes de Navidad. Sin embargo, el 15 de diciembre de 2009 sufrió un revés en su recuperación, y el gerente del Ipswich, Roy Keane, afirmó que Civelli no estaría de vuelta antes de finales de enero. En enero de 2010 Keane confirmó que era probable que Civelli no estaría apto para jugar hasta la temporada 2010/2011, debido a la gravedad de su lesión y los reveses que había sufrido. Civelli fue autorizado a regresar a Argentina durante dos meses para continuar su recuperación.
El 7 de febrero de 2011, Civelli entró como suplente en la victoria 3-0 de Ipswich sobre Sheffield United. Dejó el club el 28 de julio de 2011, después de que él y Ipswich acordaron rescindir su contrato.

### Libertad de Paraguay
Durante el segundo semestre de 2011, Civelli fichó por el Club Libertad de Paraguay, dirigido por el argentino Jorge Burruchaga, con el objetivo de pelear el torneo nacional y la Copa Libertadores 2012. En el conjunto guaraní, Civelli rápidamente encontró su lugar y llegó a cuartos de final del torneo, cayendo en definición a penales ante el club chileno Universidad de Chile. En tanto, en el campeonato nacional, Libertad quedó ubicado en el tercer lugar.

### Universidad de Chile
El 19 de julio de 2012 fichó en Universidad de Chile. El club compró el 50% de su pase en una cifra cercana a los dos millones de dólares. Su primer partido disputado con esta camiseta fue el día 21 de julio ante Deportes Iquique, donde salió reemplazado por Felipe Gallegos en el minuto setenta y cuatro. Su primer gol fue el 15 de septiembre, donde convirtió el segundo gol de la Universidad de Chile en el empate 2-2 ante Rangers de Talca.  Luego de una larga lesión, marca de cabeza el primer gol en la victoria del cuadro azul frente al Deportivo Lara de Venezuela por 3-2. Posteriormente, marcaría un doblete frente a Palestino, en la victoria de su equipo por 4-1. Después de poca continuidad en el campo de juego se desvincula del club y queda como agente libre. Jugó 32 encuentros con la camiseta azul y marcó 5 goles en su estancia en el club.

### Banfield
El domingo 4 de enero firmó para nuevamente ser jugador de Banfield. Jugó su primer partido después de su regreso el 14 de febrero en la derrota de su equipo por 1-0 frente a Temperley. Marcó un gol en el torneo 2015 frente a Atlético Rafaela en la victoria por 4-1.
Tendría un buen rendimiento en el torneo pese al andar irregular del equipo. Hasta que en la fecha 29 tendría una lesión en la rodilla que lo dejaría fuera por 8 meses.
Volvería a jugar en la primera del Taladro después de 400 días desde su último partido, en la victoria por 3-2 ante el puntero del campeonato Estudiantes de La Plata, cortándole un invicto de 21 fechas. En la fecha siguiente, sufriría un golpe en la rodilla que lo dejaría nuevamente fuera de las canchas.
El día 10 de diciembre de 2017, anuncia su retiro vía Twitter, debido a su grave lesión. Y pone fin a su carrera definitivamente a comienzos de 2018.

## Clubes
| Club                 | País       | Año         | Partidos | Goles |
| -------------------- | ---------- | ----------- | -------- | ----- |
| Banfield             | Argentina  | 2006 - 2009 | 70       | 7     |
| Ipswich Town         | Inglaterra | 2009 - 2011 | 18       | 0     |
| Libertad             | Paraguay   | 2011 - 2012 | 55       | 7     |
| Universidad de Chile | Chile      | 2012 - 2014 | 32       | 5     |
| Banfield             | Argentina  | 2015 - 2017 | 32       | 1     |

## Palmarés

### Campeonatos nacionales
| Título                    | Club                 | Sede     | Año     |
| ------------------------- | -------------------- | -------- | ------- |
| Copa Chile                | Universidad de Chile | Temuco   | 2012/13 |
| Liguilla Pre-Libertadores | Universidad de Chile | Santiago | 2013    |

| Torneo                    | Club     | Sede     | Año  |
| ------------------------- | -------- | -------- | ---- |
| Liguilla Pre-Sudamericana | Banfield | Banfield | 2015 |